# Корбоз, Мишель

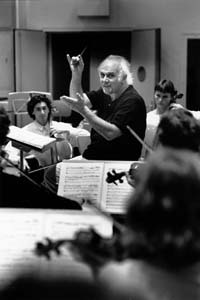
Мишель Корбоз. Фотография Эрлинга Мандельманна, 1990

Мишель Корбоз (фр. Michel Corboz, 14 февраля 1934, Марсан, кантон Фрибур — 2 сентября 2021) — швейцарский дирижёр и музыкальный педагог.

## Биография
Сын булочника. Закончил консерваторию во Фрибуре, где изучал вокал и композицию. В 1961 создал Вокальный ансамбль Лозанны и Инструментальный ансамбль Лозанны. Дирижирует музыкой барокко, сочинениями романтиков, композиторов XX века.

## Дискография
- 1964 Монтеверди : Messa a 4 voci da cappella. Маркантонио Индженьери: Lamentations de Jérémie, Tenebrae factae sunt. Erato STE 50238
- 1965 Алессандро Скарлатти : Missa ad usum cappellae pontificiae. Six motets. Erato STE 50287
- 1967 Монтеверди: Vespro della Beata Vergine. Erato STU 70325/27 (Большая премия Академии Шарля Кро)
- 1967—1969 Монтеверди: Selva morale e spirituale. Erato STU 70386/87 (Большая премия Французской Академии звукозаписи, Большая премия Академии Шарля Кро, Мировая премия звукозаписи, Монтрё)
- 1968 Монтеверди: Орфей. Erato STU 70440/42 (Большая премия Французской Академии звукозаписи. Deutscher Schallplattenpreis. Большая премия дискофилов. Премия Эдисона (Нидерланды). Золотой диск Японии)
- 1969 Композиторы XVI века. «La chanson et la danse». С ансамблем Ricercare (Цюрих). Erato STU 70491
- 1969 Мишель Ришар Делаланд : De Profundis, Regina Coeli. Erato STU 70584
- 1969 Клод Гудимель : Messe " Le bien que j’ay " Erato STU 70678
- 1970 Венецианские композиторы. I Dolci Frutti. Erato STU 70698 (Премия дискофилов)
- 1971 Джованни Габриэли : Sacrae Symphoniae, vol. 2. С Большим хором Лозаннского университета и Камерным оркестром Лозанны. Erato STU 70675
- 1972 Бах : Magnificat, Cantate BWV 187. Erato STU 70710
- 1972 Бах: Messe en si. Erato STU 70715/17
- 1972 Габриэль Форе : Requiem. Erato STU 70735
- 1973 Марк-Антуан Шарпантье : Messe pour les trépassés à 8; Motet pour les trépassés ECD 8812. STU 70.765/66.
- 1974 Бах: Messes brèves. Erato STU 70805/7 (Большая премия радио и телевидения Бельгии)
- 1974 Джованни Бассано : Chansons et madrigaux. Solistes de l’EVL, Michel Piguet, флейта, A. Bailes, лютня. Erato STU 70832
- 1974 Монтеверди: Les plus beaux madrigaux. Vol. 1 : Erato STU 70848; vol. 2 : Erato STU 70849. (Большая премия Академии вокальной грамзаписи, Большая премия радио и телевидения Бельгии)
- 1975 Бенедетто Марчелло: Семь псалмов. Erato STU 70845/6
- 1975 Вивальди : La musique sacrée, vol. 1. Erato STU 70910 (Большая премия магазинов грамзаписи Франции)
- 1975 Монтеверди: Les plus beaux madrigaux, vol. 3 à 5. Erato STU 70907/9
- 1975 Моцарт: Реквием, Fondation Gulbenkian de Lisbonne. ERATO
- 1977 Вивальди: La musique sacrée, vol. 2 à 4. Erato STU 71003/5
- 1977 Вивальди: La musique sacrée, vol. 5. Erato STU 71018
- 1977 Йозеф Гайдн: Theresienmesse. Erato STU 71058 (Большая премия Академии вокальной грамзаписи)
- 1977 Бах: Laß, Fürstin, laß noch einen Strahl|Cantates BWV 198 (Trauer Ode), 11, 58, 78. Erato STU 71099
- 1977—1978 Феликс Мендельсон: Псалмы 42, 95 et 115. Erato 2564-69706-4
- 1978 Бах: Страсти по Иоанну. Erato STU 71151 (Большая премия Французской академии звукозаписи)
- 1979 Франц Шуберт: Stabat Mater, Magnificat, Offertoire. Erato STU 71262.
- 1979 Монтеверди: Les plus beaux madrigaux, vol. 6-8. С Барочным ансамблем Дроттнингхольма. Erato ECD 88108
- 1981 Бах: Месса си минор. Erato STU 71314
- 1981 Марк-Антуан Шарпантье: David et Jonathas, Erato STU 71435
- 1983 Бах: Страсти по Матфею. Erato ECD 880633.
- 1983 Монтеверди: Vespro della Beata Vergine. С Барочным оркестром Лондона. Erato ECD 88024
- 1984 Бах: Рождественская оратория, Erato, 1985.
- 1988 Мендельсон: Christus, Hör mein Bitten, Ave Maria, Verleih, Te Deum. Erato ECD 75489
- 1989 Шарль Гуно: Missa Choralis. Камиль Сен-Санс: Messe pour Chœur et 2 orgues. Erato ECD 75540
- 1989 Россини: Petite Messe solennelle. Erato ECD 75466
- 1990 Альбер Аллен: Messe pour chœur et 2 orgues. Луи Вьерн: Messe pour chœur et 2 orgues. Jean Langlais: Messe pour chœur et 2 orgues. Erato 2292-45511-2
- 1990 Гендель/Моцарт: Мессия. Erato 2297-45491-2
- 1990 Артюр Онеггер: Пляска смерти, Рождественская кантата. Cascavelle VEL 3023
- 1991 Моцарт: Реквием. Cascavelle VEL 1012
- 1991 Моцарт: Messe en ut. Cascavelle VEL 1011
- 1991 Франк Мартен: In Terra Pax; Et la vie l’emporta. Cascavelle VEL 1014
- 1991 Онеггер: Юдифь. Cascavelle VEL 1013
- 1991 Онеггер: Царь Давид. Cascavelle VEL 1017
- 1992 Габриэль Форе: Requiem et cantiques. Aria-FNAC 592097
- 1992 Монтеверди: Messa da cappella. Мартен: Messe à double chœur. Cascavelle VEL 1025
- 1993 Шарпантье: Vêpres aux Jésuites. С ансамблем Arpa Festante. Cascavelle VEL 1030
- 1994 Мендельсон: Œuvres religieuses. Aria-FNAC 592298
- 1994 Бах: Страсти по Иоанну. Cascavelle VEL 1036
- 1995 Бах: Мотеты. Cascavelle VEL 1052
- 1996 Бах: Месса си минор. Michel Corboz Virgin Classics 7243 5 62334 2 3
- 1996 Брамс: Ein deutsches Requiem (запись на Фестивале Мишеля Корбоза 1989). Aria-FNAC 961002
- 1996 Джакомо Кариссими Jephté; Доменико Скарлатти: Stabat Mater Cascavelle VEL 1060
- 1998 Бах: Месса си минор (запись 1996). Aria 970901
- 1998 Моцарт: Реквием (запись 1995). С Камерным оркестром Женевы. Aria 971201
- 1999 Франк Мартен: Golgotha (запись 1994). С оркестром Sinfonietta de Lausanne. Cascavelle VEL 3004
- 1999 Брамс: Motteten, Lieder und geistliche Gesänge (запись 1997). Cascavelle VEL 1070
- 2005 Форе: Requiem (запись живого исполнения в Токио). С Инструментальным ансамблем Лозанны
- 2006 Форе: Requiem, œuvres religieuses. С оркестром Sinfonia Varsovia. Mirare MIR028
- 2007 Шуберт: Messe en mi bémol majeur. С Камерным оркестром Лозанны. Mirare MIR 051
- 2008 Бах: Месса си минор. С Инструментальным ансамблем Лозанны. Mirare MIR 081
- 2009 Франк и Гуно: Les Sept Paroles du Christ en Croix. Mirare MIR 106
- 2011 Гуно: Messe de Requiem et Messe Chorale, Mirare MIR 129

## Преподавательская деятельность
Профессор Женевской консерватории.

## Признание
Премия Лозанны (2003).